# Dominatrix

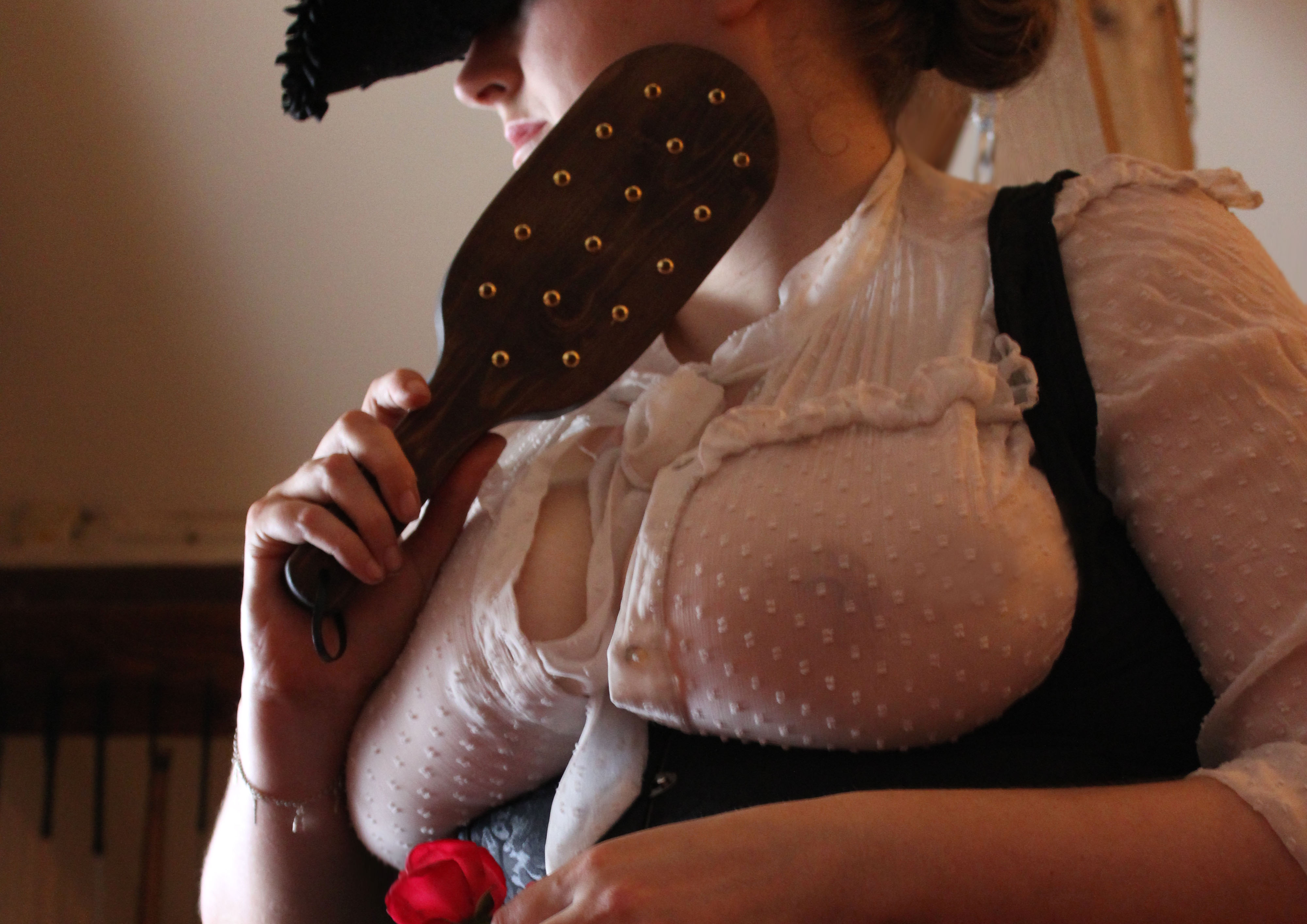
Dominatrix com remo, em uma masmorra

Dominatrix (também conhecida em português apenas como dominadora e também comumente denominada como domme) é uma mulher que exerce o papel dominante em práticas de BDSM. As dominadoras podem ter qualquer orientação sexual e os submissos dela podem ser de qualquer gênero. O papel de uma dominatrix não necessariamente envolve dor física em relação ao submisso. O seu domínio também pode ser verbal, envolvendo tarefas consensuais humilhantes ou servidão. 
A palavra dominatrix é geralmente associada à mulheres que realizam serviço pago de dominação, pois o termo dominatrix é pouco usado fora do contexto de serviço profissional dentro da comunidade BDSM. O plural de dominatrix pode ser "dominatrixes" ou "dominatrices". Dominação feminina ou femdom (abreviação de female domination) refere-se a atividades de BDSM nas quais a figura dominante é do sexo feminino.

## História

### A origem
Argumenta-se que a história da dominatrix originou-se há milhares de anos nos rituais da Deusa Inanna (ou Ishtar, como era conhecida em acadiano), na antiga Mesopotâmia. Antigos textos cuneiformes citam exemplos de uma mulher poderosa exibindo comportamentos sexuais dominantes e forçando deuses e homens a se submeterem a ela.
O conto de Fílis e Aristóteles, que popularizou-se e ganhou inúmeras versões do século XII em diante, conta a história de uma mulher dominadora que seduziu e dominou o intelecto masculino do maior dos filósofos. Na história, Fílis obriga Aristóteles a ficar de quatro no chão para que ela cavalgue nas costas dele enquanto o chicoteia e o humilha verbalmente.
A profissão de dominatrix só foi se originar com a especialização de bordéis. Já na década de 1590, há o registro de flagelação de um submisso em um ambiente erótico. A profissão aparece em gravuras eróticas da época, como na gravura do Museu Britânico "The Cully Flaug'd" (1674-1702), e em relatos de livros proibidos que registram atividades praticadas por mulheres dominadoras.
No século XVIII no Reino Unido, as "Disciplinadoras de Bétula" anunciaram seus serviços em um livro mascarado como uma coleção de palestras ou peças teatrais, intituladas Fashionable Lectures (em português: "Palestras da Moda"). Isso incluiu o nome de 57 mulheres, algumas atrizes e cortesãs, que mantinham uma sala com varas e chicotes e que cobravam de seus clientes um guinéu por sua "palestra".

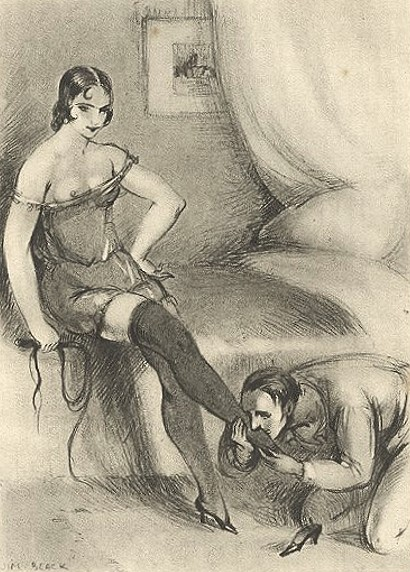
Ilustração criada pelo artista belga Luc Lafnet em 1931. A dominadora está sentada segurando um chicote enquanto o submisso está no chão beijando os pés dela.

### A era de ouro
O século XIX é caracterizado como a era de ouro das dominadoras na Europa. Pelo menos vintes estabelecimentos foram documentados de ter existido na década de 1840 no Reino Unido, apoiados inteiramente por práticas de flagelação e conhecidas como "Casas da Disciplina", distintas dos bordéis.
Mrs Chalmers, Mrs Noyeau, Mrs Jones, Mrs Theresa Berkley, Bessy Burgess e Mrs Pyree foram as dominatrixes mais notáveis da época. Theresa Berkley, que operava seu estabelecimento na Charlotte Street, no distrito central de Londres em Marylebone, foi a mais famosa dessas dominatrixes. Há registros de que ela utilizou diversos instrumentos como chicotes e bastões, para castigar e punir seus clientes do sexo masculino, bem como o Berkley Horse, uma máquina de flagelação especialmente projetada por ela e um sistema de suspensão de polias para levantar os submissos do chão.
Em 1869, uma aspirante a escritora chamada Fanny Pistor se apresentou sob o pseudônimo de Baronesa Bogdanoff para o escritor Leopold von Sacher-Masoch para ajudá-la com dicas de escrita. Os dois acabaram tendo um relacionamento centrado em obediência e servidão onde Fanny Pistor era a dominatrix e ele seu escravo. Esse relacionamento rendeu a obra A Vênus das Peles, escrito e publicado por Sacher-Masoch em 1870, que foi um trabalho precursor sobre relacionamento de dominação e submissão que influenciou diversas outras obras BDSM nos séculos seguintes. O termo "masoquismo" foi posteriormente derivado do nome do autor Sacher-Masoch pelo psiquiatra Richard von Krafft-Ebing no estudo forense Psychopathia Sexualis de 1886.

### A era moderna
O estilo com roupas de couro e borracha de látex só surgiu no século XX, inicialmente na fotografia comercial fetichista e que posteriormente foi adotado pelas dominadoras. Em meados do século XX, as dominadoras operavam de maneira muito discreta e clandestina, o que dificulta seu rastreamento em registros históricos. Existem algumas fotografias de mulheres que dirigiam seus negócios de dominação em Londres, Nova Iorque, Haia e Hamburgo, predominantemente em sépia e em preto e branco, além de artigos digitalizados de revistas. Entre elas, está a Miss Doreen, de Londres, cujos clientes incluíam os principais políticos e empresários britânicos. Em Nova York, a dominatrix Anne Laurence foi o principal nome da década de 1950, com Monique Von Cleef chegando no início dos anos 1960 e alcançando as manchetes nacionais quando sua casa foi invadida pela polícia em 22 de dezembro de 1965. Von Cleef transferiu seus negócios para Haia na década de 1970, local que acabou se tornando uma das capitais mundiais das dominadoras na época. Domenica Niehoff trabalhou como dominatrix em Hamburgo e apareceu em talk shows na televisão alemã a partir da década de 1970, em campanhas pelos direitos das profissionais da indústria do sexo.
Uma das dominatrixes mais notáveis do século XX foi Catherine Robbe-Grillet, que também foi escritora e atriz. Ela é autora de notáveis obras do universo BDSM como L'Image e Cérémonies de femmes. Apesar de ser uma dominatrix famosa, ela nunca aceitou pagamento por suas dominações. Catherine afirmou numa entrevista que "se alguém está pagando, então está no comando. Eu preciso permanecer livre. É importante que todos os envolvidos saibam que eu faço isso apenas por prazer". Ela identifica-se como uma "feminista pró-sexo", e afirma que "apoia o direito de qualquer homem ou mulher de trabalhar com a indústria do sexo, se essa for a sua livre escolha".
Em 1996, foi fundada na República Tcheca uma micronação chamada Other World Kingdom, num território de 3 hectares que adota uma monarquia absoluta matriarcal e é comandado por dominatrixes. Nessa sociedade, todos os homens são tratados como servos e seres inferiores, tendo que enfrentar regras rígidas e normas de conduta, além de sofrerem punições e passarem por câmaras de tortura e prisões subterrâneas comandadas por mulheres dominantes. Devido à problemas financeiros, o local deixou de existir fisicamente como uma micronação em 2008 e atualmente as instalações da Other World Kingdom são abertas apenas para atividades restritas como filmagens, aprisionamento de submissos do sexo masculino, realização de eventos e visitação de dominadoras que possuem a cidadania do local.

## Dominatrix profissional

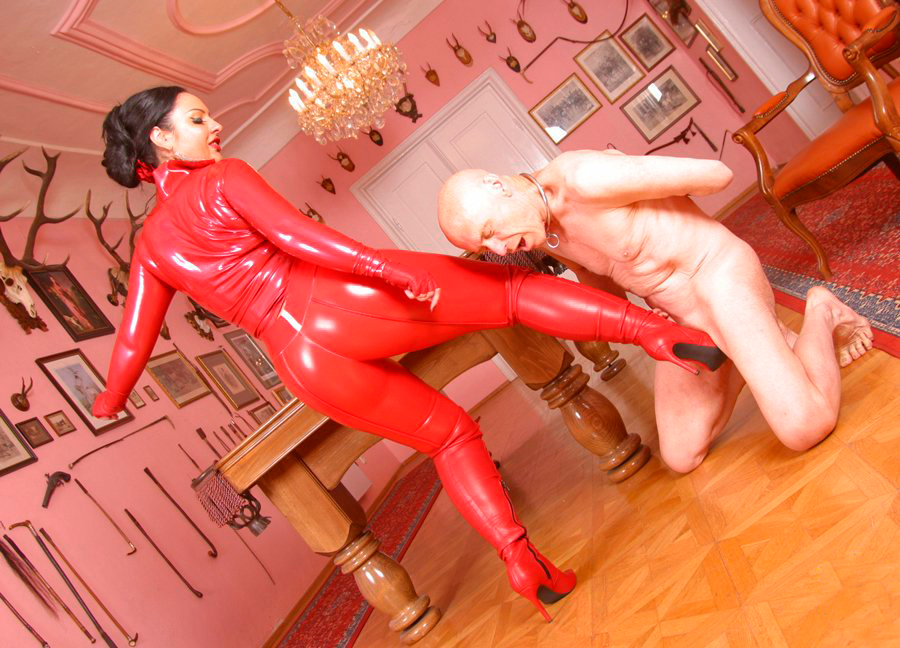
Dominatrix profissional Ezada Sinn chutando um homem nos testículos, prática conhecida como ballbusting.

A dominatrix profissional, também chamada de dominadora profissional ou pro domme, é a mulher que exerce um trabalho profissional de dominação, onde clientes submissos pagam para terem algum fetiche realizado. Um compromisso com uma dominatrix é chamado de "sessão" e a atividade muitas vezes é realizada em um espaço profissional com equipamento especializado, conhecido como "masmorra" ou dungeon.
Dominadoras profissionais não são prostitutas, apesar de haver interações eróticas no trabalho delas. Na maioria dos casos, dominadoras profissionais não estabelecem relações sexuais com seus clientes, não ficam nuas durante a sessão e não permitem que os clientes encostem nelas. Bondage, spanking, ballbusting e humilhação erótica são alguns dos fetiches mais oferecidos, porém, cada dominatrix profissional tem seus próprios fetiches e suas próprias preferências sexuais dentro do BDSM, portanto, cada uma possui sua própria variedade de serviços a oferecer.
Quando Mistress Raven, dona do Pandora's Box, um dos estabelecimentos BDSM mais luxuosos de Nova York, foi questionada pela revista NY Rock sobre o que faz tantos homens poderosos (como banqueiros, políticos e empresários) pagarem por suas sessões, Mistress Raven afirmou que "é porque os homens não podem mostrar emoções. É dito que eles sempre devem ser os fortes. Eles devem estar no comando, dirigir seus negócios, dirigir suas famílias, pagar as contas. E essa pressão, essa responsabilidade é um presságio. Eles precisam perder essa pressão, esse controle. E é isso que a dominatrix faz por eles".
Algumas dominadoras profissionais também praticam a dominação financeira, mais conhecida como findom. Esse é um fetiche onde o submisso deve enviar dinheiro ou presentes à dominadora de acordo com as ordens dadas por ela. Estar rendido financeiramente a uma dominadora é visto como prazeroso para os praticantes desse fetiche. Na maioria dos casos de findom, a dominatrix e o submisso não se conhecem pessoalmente e todas as interações são feitas na internet.
O termo dominatrix é pouco usado fora do contexto de serviço profissional dentro da comunidade BDSM, portanto, a palavra dominatrix é geralmente associada exclusivamente à mulheres que realizam serviço pago de dominação. Para diferenciar as dominadoras profissionais das mulheres que se identificam como dominatrix, mas que não oferecem serviços pagos de BDSM, as dominadoras não-profissionais são ocasionalmente chamadas de lifestyle dominatrix. Porém, muitas dominadoras profissionais também são lifestyle dominatrix, ou seja, além de sessões pagas com clientes submissos, elas se envolvem em sessões recreativas não remuneradas ou podem incorporar o BDSM em suas próprias vidas e relacionamentos particulares.

### Intitulação da dominatrix
As dominatrixes costumam adotar um pseudônimo no meio profissional. A estrutura de nome mais comum para dominatrix é de um título seguido de um nome próprio (exemplo: Mistress Theresa), porém, também é comum dominatrixes adotarem um pseudônimo utilizando um título seguido de nome e sobrenome (exemplo: Mistress Theresa Berkley) ou apenas um nome fictício sem o título antes do nome (exemplo: Theresa Berkley).
No Brasil, Rainha é um título comum utilizado por dominatrixes, entretanto, a maior parte dos títulos adotados são de língua inglesa, sendo que Mistress é o mais comum. Entre outros títulos que são utilizados por dominadoras profissionais em todo o mundo, os mais comuns são Lady, Goddess e Queen de origem da língua inglesa e Madame, que é um título que existe na língua portuguesa, mas que se origina na língua francesa.

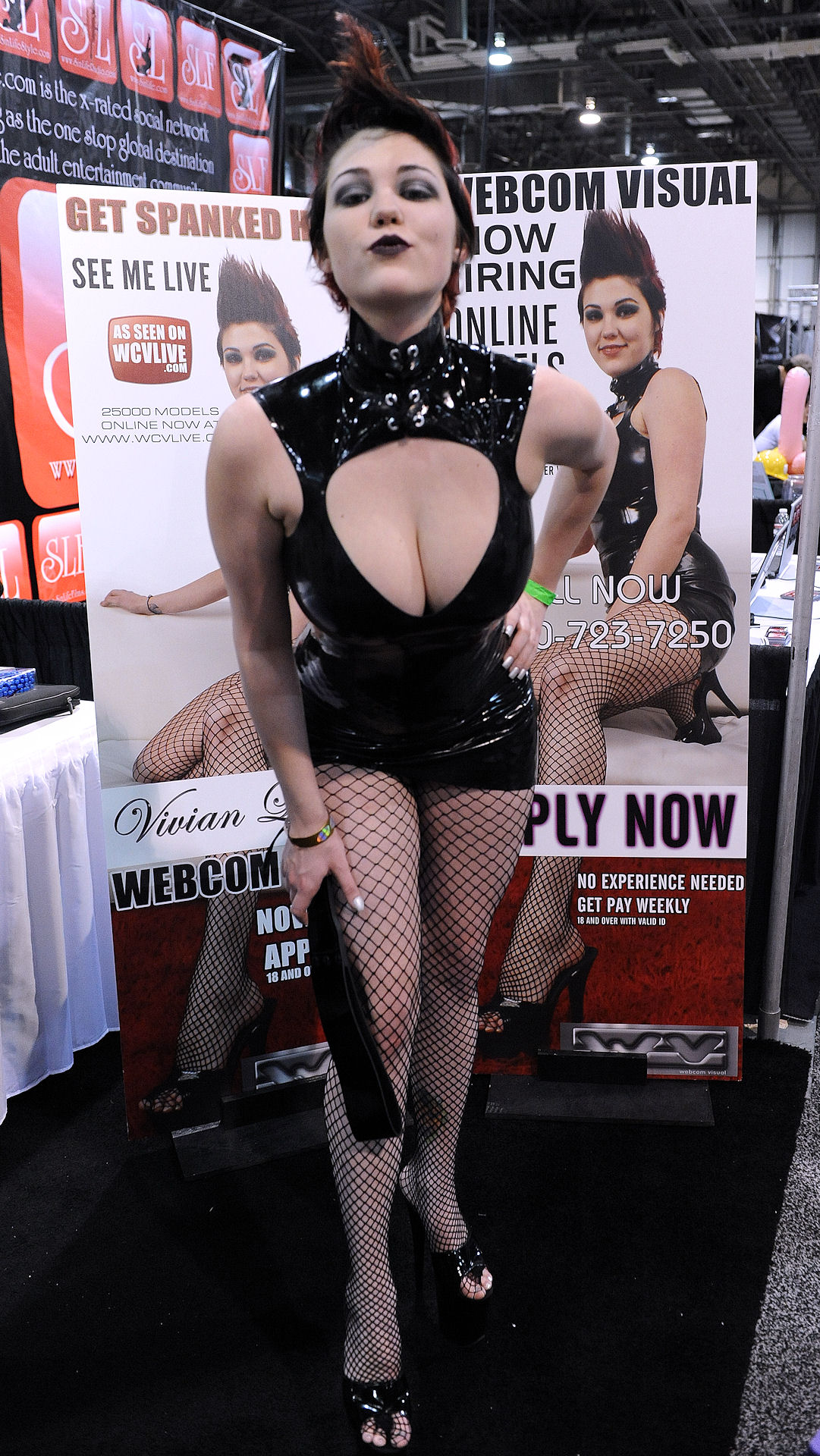
Dominatrix segurando uma palmatória e vestindo um vestido de látex, meia-calça arrastão e salto-alto.

## A imagem da Dominatrix
A dominatrix é um arquétipo feminino geralmente associado a trajes e adereços específicos desenhados pela cultura popular para significar o seu papel de mulher poderosa, forte e dominante, e que pode ou não estar ligada a imagens fetichistas sexuais.

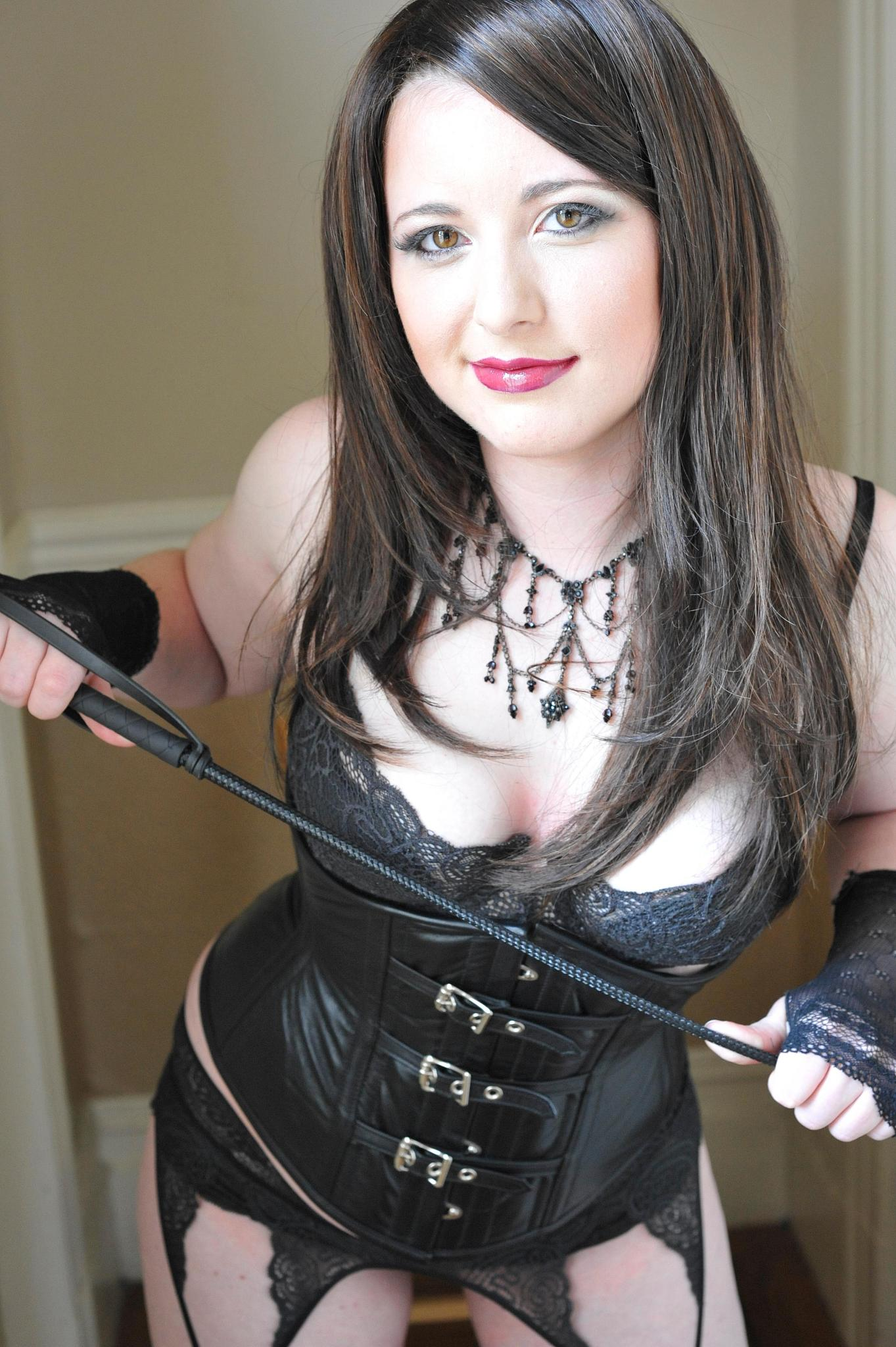
Dominatrix segurando um bastão e vestindo um espartilho de couro, luvas de cetim e meia-calça.

Uma das roupas associadas à dominatrix é o catsuit. Historicamente, o catsuit de couro preto entrou para a cultura fetichista na década de 1950 com a revista AtomAge e suas conexões com o designer de moda fetichista John Sutcliffe. A transição para a cultura mainstream ocorreu com catsuits sendo utilizados por protagonistas femininas fortes em programas populares de TV da década de 1960, como Os Vingadores, e por super-heroínas ou vilãs de histórias em quadrinhos, como a Mulher-Gato.
As dominatrixes geralmente utilizam roupas feitas de materiais fetichistas, como o PVC, o látex e o couro, sendo que este último foi trazido para o mundo fetichista pela subcultura leather. Um calçado fortemente ligado à imagem da dominatrix é a bota de cano longo, historicamente popular na moda fetichista, além do salto-alto. Meia-calça do tipo arrastão também é popular entre as dominatrixes. Espartilhos apertados de couro, luvas de cetim e espartilho de pescoço também são acessórios ocasionalmente utilizados.
A linguagem corporal da dominatrix é frequentemente representada pelo uso de uma linguagem corporal forte e dominante. Os adereços que ela pode carregar também pode significar fortemente seu papel como dominatrix, como carregar um chicote, bastão ou palmatória.
Dominadoras profissionais podem extrair o estilo de suas roupas de imagens convencionais do papel de dominatrix e adaptá-las para criar seu próprio estilo individual. Algumas dominadoras contemporâneas recorrem a uma gama eclética de arquétipos femininos fortes, incluindo a deusa, a super-heroína, a femme fatale, a rainha, entre outras figuras.